# Gorges du Bruyant
Pour les articles homonymes, voir Bruyant.
Les gorges du Bruyant, dénommées également vallon du Bruyant, sont une courte gorge au fond de laquelle coule le torrent du Bruyant, affluent du Furon, rivière qui rejoint l'Isère à Sassenage. Les gorges se situent entre les communes d'Engins, de Lans-en-Vercors et de Saint-Nizier-du-Moucherotte dans le département de l'Isère, en région Auvergne-Rhône-Alpes.

## Géographie

### Hydrographie
Le Bruyant, cours d'eau à l'origine de ces gorges, prend sa source à la limite des territoires des communes de Saint-Nizier-du-Moucherotte et de Lans-en-Vercors, puis rejoint la rive droite du Furon sur le territoire de la commune d'Engins après un cours de 1,2 km, dans le massif du Vercors. Les eaux proviennent de la chaîne orientale de ce massif et notamment du pic Saint-Michel et du Moucherotte.

### Situation et accès
Ces gorges, non accessibles aux véhicules à moteur, sont situées à proximité de la route départementale D531 à la limite des territoires communaux d'Engins et de Lans-en-Vercors, non loin de Saint-Nizier-du-Moucherotte à 4 km environ au sud d’Engins.
Au-delà du parking réservé aux voitures, le promeneur doit franchir le pont qui traverse le cours du Furon, puis longer le ruisseau au niveau de sa confluence avec le Furon sur quelques mètres. Ensuite, celui-ci doit alors emprunter alors un sentier qui part sur la rive droite et suivre le cours du Bruyant au fond de la gorge.

### Géologie
Des blocs erratiques, présents tout au long du ruisseau, ont été transportés par un ancien glacier il y a environ 20 000 ans. Des cristaux sont visibles sur ces rochers, indiquant la présence de roches cristallines originaires des Alpes centrales. Ceux-ci se distinguent des blocs de calcaire locaux par leur forme arrondie, due à l'érosion.

## Histoire
Dans la partie haute des gorges, la présence de dalles, mais aussi des meules et des restes d'anciennes voûtes, indiquent la probable existence d’un moulin dont les premières traces datent de 1636. Le site est classé depuis 1977.
L'ensemble du site du vallon du Bruyant est classé depuis le 22 août 1977 pour son intérêt pittoresque.

Quelques photos des gorges du Bruyant
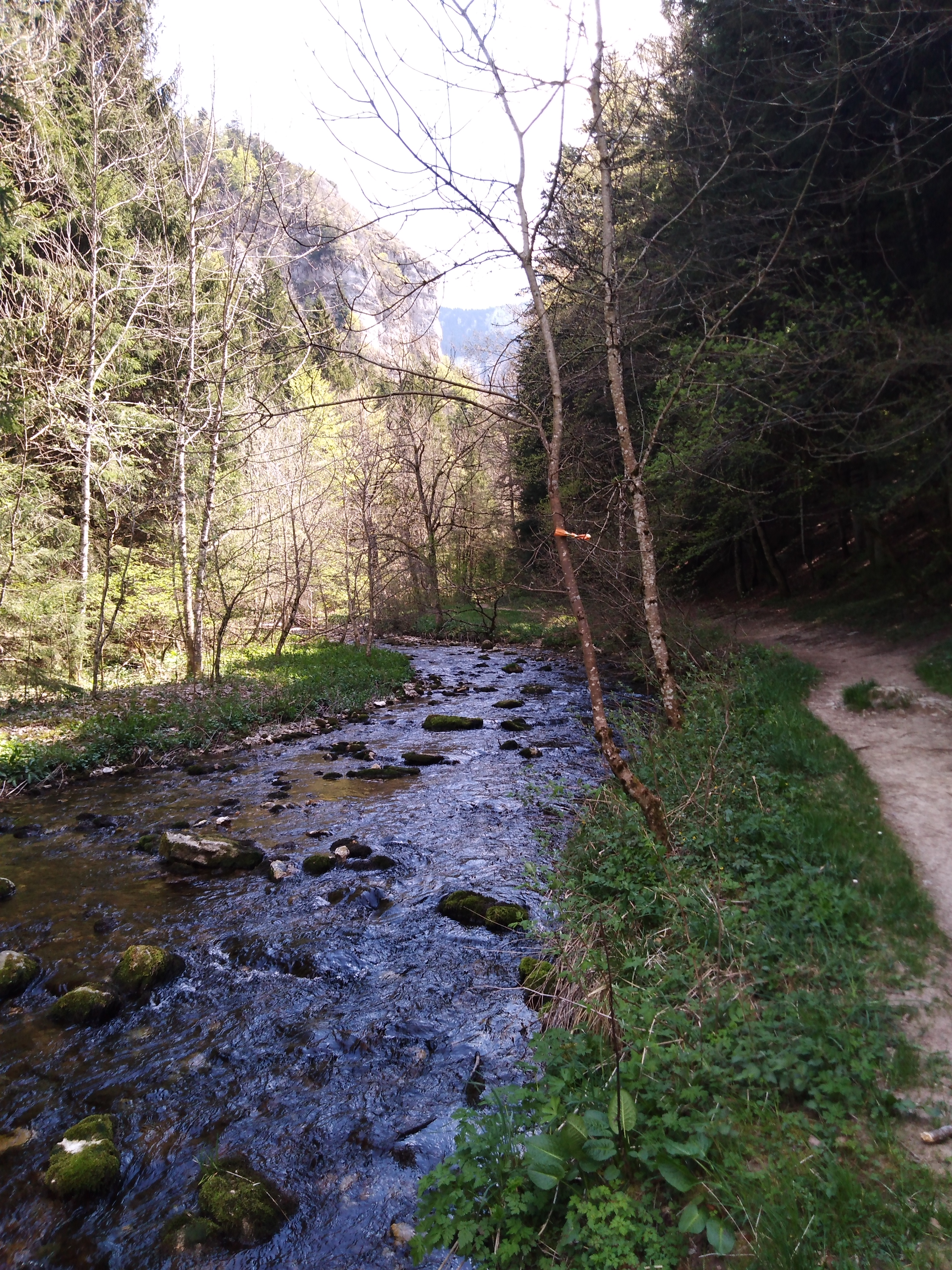
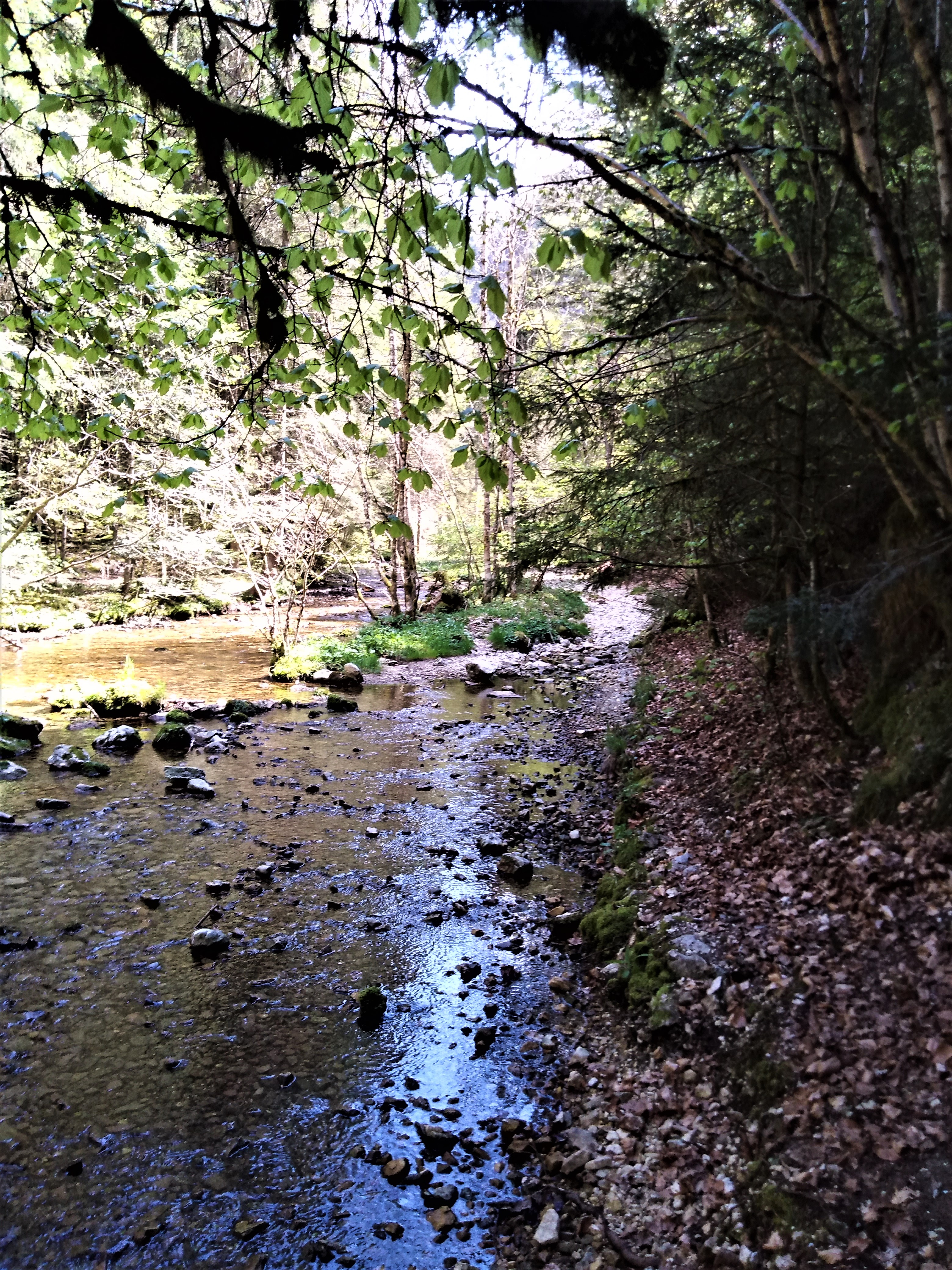
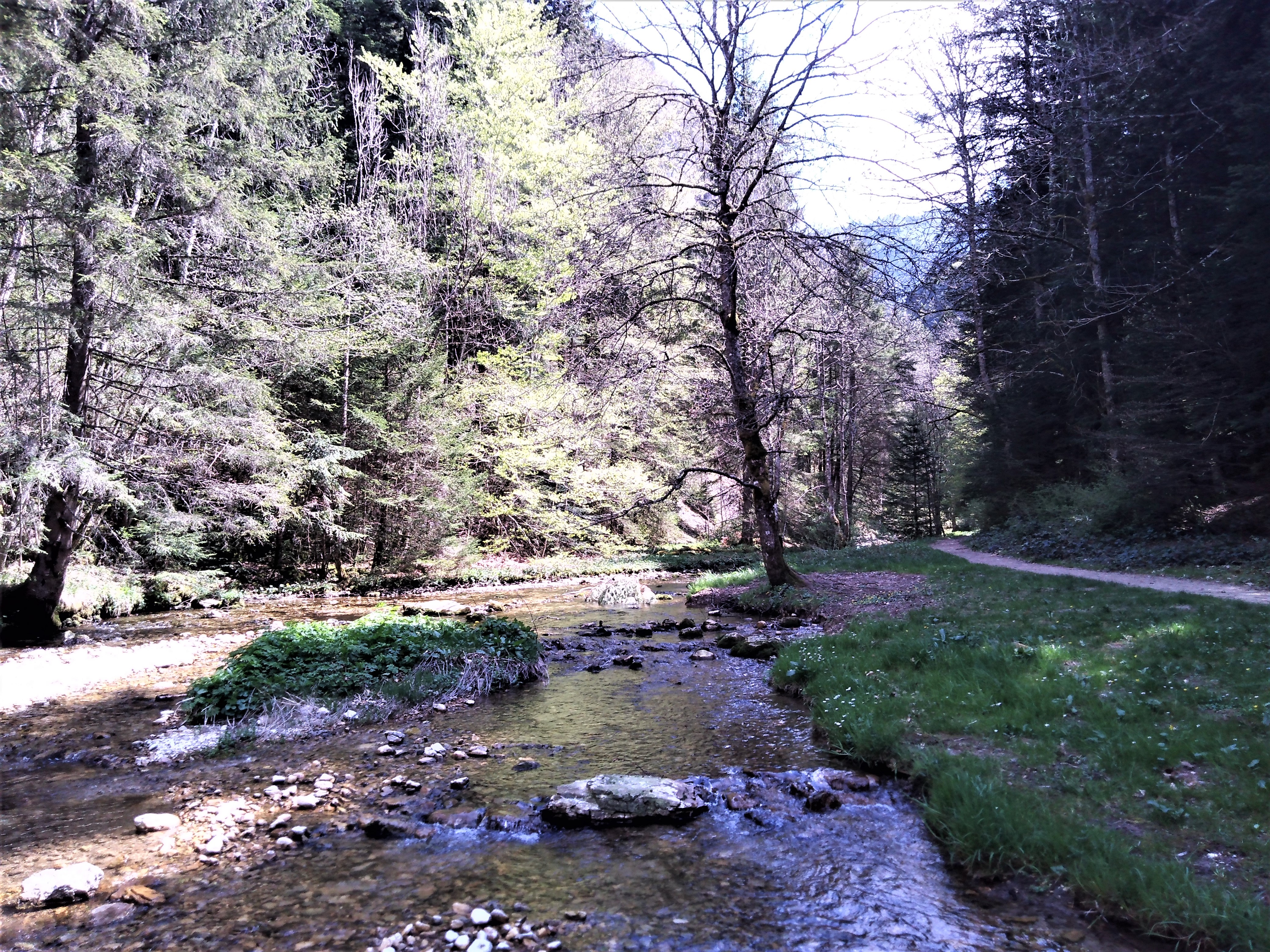
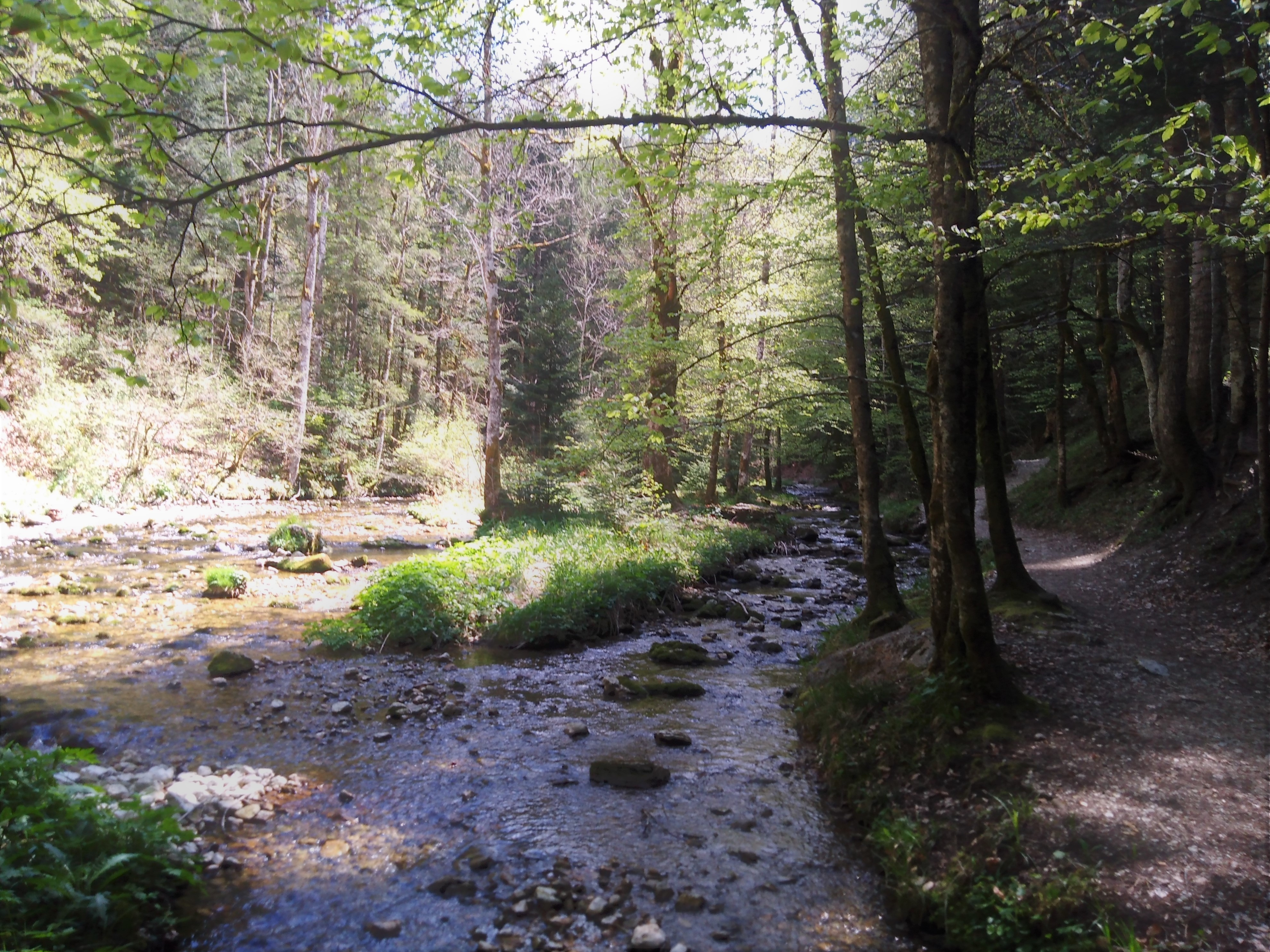
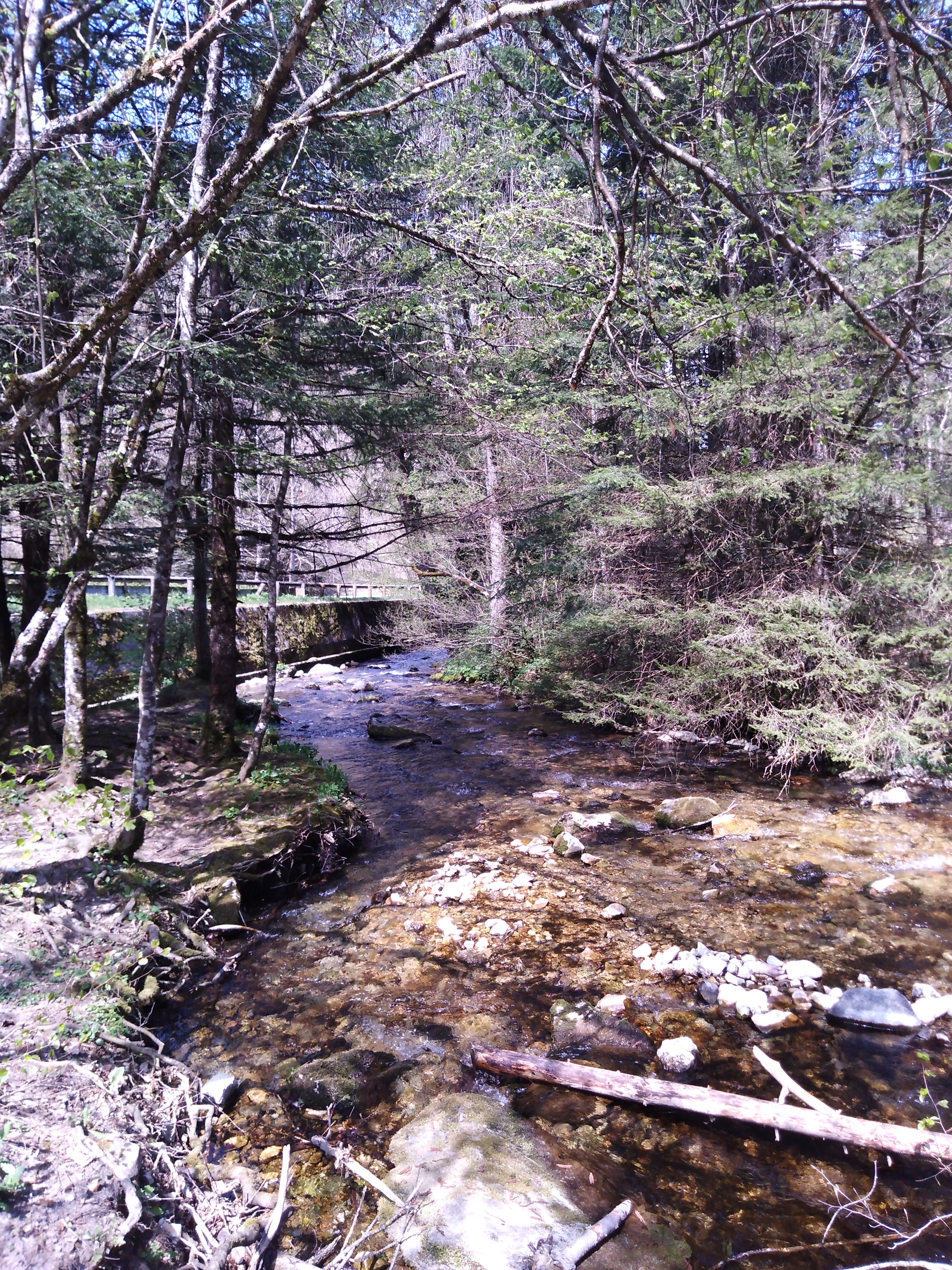